# Starołęka Wielka
Starołęka Wielka – południowa część Starołęki w Poznaniu, zlokalizowana nad Wartą, zwłaszcza wzdłuż ulicy Starołęckiej, w rejonie skrzyżowania z ulicą Głuszyna. Sąsiaduje z Marlewem, Minikowem oraz wsią Czapury (na południu) i miastem Luboń (na zachodzie, za Wartą). Przez teren Starołęki Wielkiej przepływają niewielkie cieki wodne: Czapnica i Rów Marlewski. Często zachodzą problemy z wyznaczeniem granicy między Starołęką Wielką i Marlewem – ściśle za osiedle Starołęka Wielka uważa się tylko północną jej część – na północ od autostrady, a poniżej ul. Jędrzejowskiej.

## Historia
Pierwsze ślady osadnictwa na terenie Starołęki Wielkiej sięgają schyłku starszej epoki kamienia (paleolit). Odkryto tu pozostałości obozowiska łowców reniferów (pracownie krzemieniarskie nad Czapnicą). Początki Starołęki Wielkiej i Minikowa w obecnej formie pochodzą z połowy XI wieku. Nazwa Starołęka padła po raz pierwszy w 1253, w przywileju lokacji Poznania na prawie magdeburskim – wtedy to nadano ziemie starołęckie mieszczanom poznańskim. Starołękę Wielką zamieszkiwało podówczas około 50 osób. Wieś (zwana Starołęką Pańską) w 1469 była własnością Mikołaja i Mroczka ze Starołęki. W 1585 Jan Starołęski i jego stryj Andrzej sprzedali wieś Marcinowi Skrzetuskiemu, który z kolei w 1602 odsprzedał ją Piotrowi Potulickiemu (wojewodzie kaliskiemu). Od 1628 wieś była własnością Jana Muchlińskiego z Balic, który sprzedał ją Karmelitom od Bożego Ciała. Byli oni właścicielami miejscowości do końca XVIII wieku, tj. do konfiskaty przez Prusaków i wcielenia do swarzędzkiej domeny państwowej. 
W 1890 (Słownik geograficzny Królestwa Polskiego) Starołęka Wielka liczyła 45 dymów (chałup z kominami), 331 mórg, 220 ha roli, 298 ha łąk, 2 ha lasu. Zamieszkiwało ją 307 katolików i 24 protestantów. W granice Poznania wieś włączono w 1940 (później niż Starołękę Małą, czyli obecną Starołękę „zwykłą”).

## Współczesność i zabytki
Obecnie na terenie dzielnicy dominuje budownictwo jednorodzinne, istnieją też pozostałości gospodarstw rolnych. Do rejestru zabytków wpisano m.in. domy przy ul. Starołęckiej 188 (willa, 1912), 190 (1905), 190A (1937), 191 (z kuźnią, 1926), 196A (1910), 200 (1918), 202 (XIX wiek), 211 (1878), 233 (1931). Zabytkiem jest także stary dwór starołęcki, dom rodzinny Stefana Stuligrosza i położony w nieco na północ Fort I w Poznaniu.

## Komunikacja
Komunikację zapewniają autobusy MPK Poznań linii 158, 194 i 221 (nocna) oraz linii podmiejskiej 527 obsługiwanej przez KPA KOMBUS. Nazwa dawnej wsi przechowała się w postaci przystanku Starołęka Wielka (dawna pętla autobusowa). Przez teren dzielnicy przebiega autostrada A2.

## Galeria zdjęć

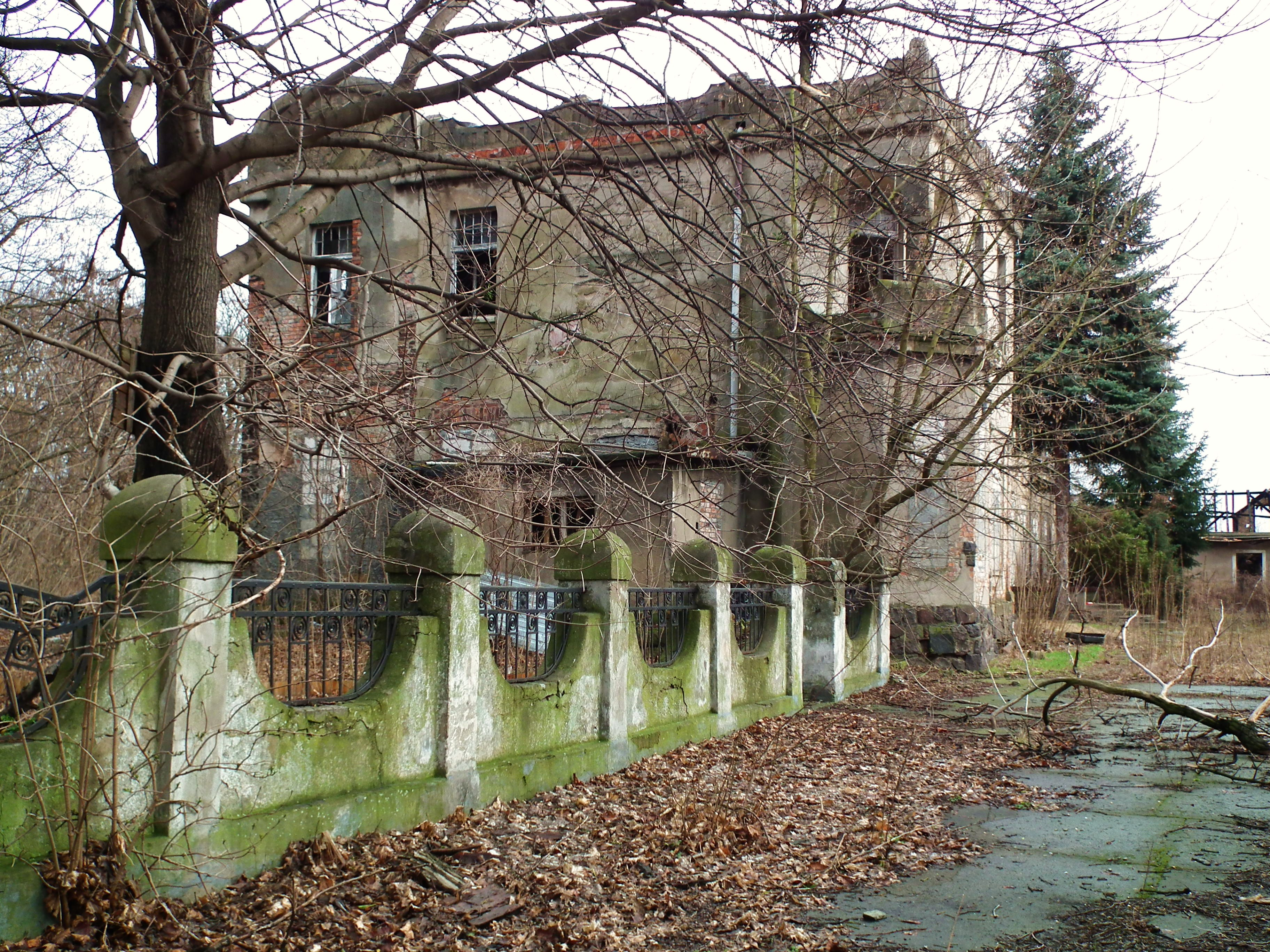
Dwór na Starołęce Wielkiej, ulica Skoczowska 19
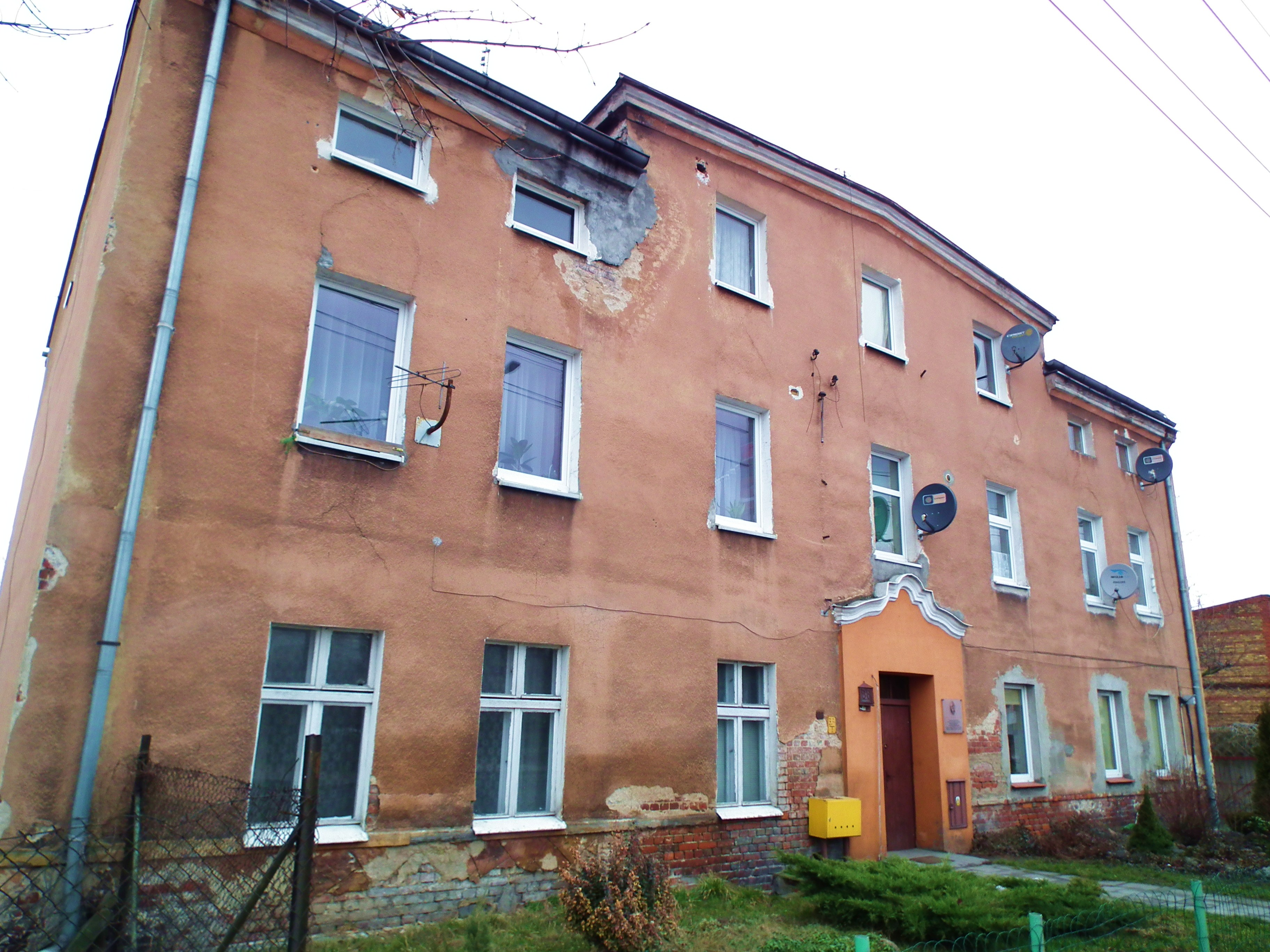
Dom w którym urodził się Stefan Stuligrosz na ulicy Starołęckiej 88